# Sociología médica
La sociología médica o sociología de la salud es una rama tanto de la sociología como de la medicina encargada del análisis de las organizaciones e instituciones médicas; la producción de conocimiento y la selección de métodos relacionados entre ambas áreas, la acción social y la interacción entre los profesionales de la salud, como también de los efectos socioculturales derivados de las prácticas médicas. Los campos que interactúan comúnmente con esta disciplina son la sociología del conocimiento, los estudios de ciencia, tecnología y sociedad y la socioepistemología. 
Los sociólogos médicos se encuentran interesados en las experiencias cualitativas de los pacientes, desempeñándose en los límites de otras disciplinas tales como la salud pública, el trabajo social, la demografía, la gerontología, entre otros, con el fin de explorar la convergencia entre las ciencias sociales y las ciencias médicas. Una de las problemáticas que trata la sociología médica es la desigualdad en el acceso a la salud asociado a las clases sociales y razas, siendo los resultados de las investigaciones un objetivo en la creación de normativas y mejoramiento de las políticas públicas dentro del ámbito estatal. También realizan análisis del impacto social y cultural de los sistemas de salud tanto públicos como privados y las diferencias que existen entre ellos. 
En el ámbito académico, la sociología médica usualmente se imparte como curso o asignatura de la carrera de sociología general, al igual se toca en cursos de las ciencias de la salud o la psicología clínica, donde también se combina con la ética médica y bioética.